# Aladár Kovácsi
Aladár Kovácsi (ur. 11 grudnia 1932 w Budapeszcie, zm. 8 kwietnia 2010 tamże) – węgierski pięcioboista nowoczesny. Złoty medalista olimpijski z Helsinek.
Zawody w 1952 były jego jedynymi igrzyskami olimpijskimi. Indywidualnie zajął dwunaste miejsce, wspólnie z kolegami triumfował w drużynie – partnerowali mu Gábor Benedek i István Szondy. Miał wówczas 19 lat. Trzykrotnie był medalistą mistrzostw świata. Indywidualnie był trzeci w 1955, w drużynie w tym samym roku zwyciężył. W 1958 zajął drugie miejsce w drużynie. Wielokrotnie był medalistą mistrzostw Węgier, wywalczył m.in. dwa złote medale: w drużynie  w 1954 i indywidualnie w 1958. Był również drużynowym mistrzem kraju w szpadzie (1954 i 1955).